# Liste des médaillées féminines aux Championnats d'Afrique d'athlétisme
Cet article présente une liste des médaillées  féminines des Championnats d'Afrique d'athlétisme, compétition d'athlétisme en plein air organisée par la Confédération africaine d'athlétisme depuis 1979 et se déroulant tous les 2 ans depuis 1996.
| Courses: 100 m - 200 m - 400 m - 800 m - 1 500 m - 5 000 m - 10 000 m Obstacles: 100 m haies - 400 m haies - 3 000 m steeple Marche: 20 km Sauts: Hauteur - Longueur - Triple saut - Perche Lancers: Javelot - Disque - Poids - Marteau Relais: 4 × 100 m - 4 × 400 m Epreuves combinées: Heptathlon |

## 100m
| Édition | Or                 | Argent              | Bronze                 |
| ------- | ------------------ | ------------------- | ---------------------- |
| 1979    | Obuzoene Nsenu     | Hannah Afriyie      | Nzaeli Kyomo           |
| 1982    | Alice Adala        | Nawal El Moutawakil | Nzaeli Kyomo           |
| 1984    | Doris Wiredu       | Joyce Odhiambo      | Grace Armah            |
| 1985    | Rufina Uba         | Doris Wiredu        | Lynda Eseimokumo       |
| 1988    | Mary Onyali        | Falilat Ogunkoya    | Lalao Ravaonirina      |
| 1989    | Mary Onyali        | Tina Iheagwam       | Rufina Uba             |
| 1990    | Onyinye Chikezie   | Chioma Ajunwa       | Mary Tombiri           |
| 1992    | Elinda Vorster     | Marcel Winkler      | Rufina Uba             |
| 1993    | Beatrice Utondu    | Elinda Vorster      | Christy Opara-Thompson |
| 1996    | Georgette Nkoma    | Marliese Steyn      | Myriam Léonie Mani     |
| 1998    | Mary Onyali        | Endurance Ojokolo   | Rose Aboaje            |
| 2000    | Myriam Léonie Mani | Aïda Diop           | Monica Twum            |
| 2002    | Endurance Ojokolo  | Myriam Léonie Mani  | Chinedu Odozor         |
| 2004    | Endurance Ojokolo  | Mercy Nku           | Geraldine Pillay       |
| 2006    | Vida Anim          | Geraldine Pillay    | Endurance Ojokolo      |
| 2008    | Damola Osayomi     | Vida Anim           | Delphine Atangana      |
| 2010    | Blessing Okagbare  | Ruddy Zang-Milama   | Oludamola Osayomi      |
| 2012    | Ruddy Zang-Milama  | Blessing Okagbare   | Gloria Asumnu          |
| 2014    | Blessing Okagbare  | Murielle Ahouré     | Marie-José Ta Lou      |
| 2016    | Murielle Ahouré    | Carina Horn         | Marie-Josée Ta Lou     |
| 2018    | Marie-Josée Ta Lou | Janet Amponsah      | Joy Udo-Gabriel        |
| 2022    | Gina Bass          | Aminatou Seyni      | Carina Horn            |
| 2024    | Gina Bass          | Maia McCoy          | Maboundou Koné         |

## 200m
| Édition | Or                  | Argent                   | Bronze             |
| ------- | ------------------- | ------------------------ | ------------------ |
| 1979    | Hannah Afriyie      | Nzaeli Kyomo             | Ruth Waithera      |
| 1982    | Nzaeli Kyomo        | Marième Boye             | Ruth Enang         |
| 1984    | Nawal El Moutawakil | Mercy Addy               | Joyce Odhiambo     |
| 1985    | Rufina Uba          | Mary Onyali              | Martha Appiah      |
| 1988    | Falilat Ogunkoya    | Martha Appiah            | Veronica Bawuah    |
| 1989    | Mary Onyali         | Falilat Ogunkoya         | Lalao Ravaonirina  |
| 1990    | Fatima Yusuf        | Emily Odoemenam          | Helena Amoako      |
| 1992    | Elinda Vorster      | Marcel Winkler           | Yolanda Steyn      |
| 1993    | Mary Onyali         | Yolanda Steyn            | Evette de Klerk    |
| 1996    | Georgette Nkoma     | Marliese Steyn           | Myriam Léonie Mani |
| 1998    | Falilat Ogunkoya    | Rose Aboaje              | Heide Seyerling    |
| 2000    | Myriam Léonie Mani  | Aïda Diop                | Fatima Yusuf       |
| 2002    | Kaltouma Nadjina    | Aïda Diop                | Myriam Léonie Mani |
| 2004    | Geraldine Pillay    | Kadiatou Camara          | Kaltouma Nadjina   |
| 2006    | Vida Anim           | Geraldine Pillay         | Fabienne Feraez    |
| 2008    | Isabel le Roux      | Kadiatou Camara          | Damola Osayomi     |
| 2010    | Oludamola Osayomi   | Estie Wittstock          | Ruddy Zang-Milama  |
| 2012    | Gloria Asumnu       | Lawretta Ozoh            | Marie-José Ta Lou  |
| 2014    | Murielle Ahouré     | Marie-José Ta Lou        | Dominique Duncan   |
| 2016    | Marie-Josée Ta Lou  | Alyssa Conley            | Gina Bass          |
| 2018    | Marie-Josée Ta Lou  | Germaine Abessolo Bivina | Janet Amponsah     |
| 2022    | Aminatou Seyni      | Maximila Imali           | Rhoda Njobvu       |
| 2024    | Jessika Gbai        | Maboundou Koné           | Asimenye Simwaka   |

## 400m
| Édition | Or                | Argent                | Bronze                 |
| ------- | ----------------- | --------------------- | ---------------------- |
| 1979    | Grace Bakari      | Marième Boye          | Mary Chemweno          |
| 1982    | Ruth Atuti        | Célestine N'Drin      | Marième Boye           |
| 1984    | Ruth Atuti        | Mable Esendi          | Mercy Addy             |
| 1985    | Kehinde Vaughan   | Doris Wiredu          | Grace Bakari           |
| 1988    | Airat Bakare      | Célestine N'Drin      | Mercy Addy             |
| 1989    | Falilat Ogunkoya  | Fatima Yusuf          | Airat Bakare           |
| 1990    | Fatima Yusuf      | Charity Opara         | Emily Odoemenam        |
| 1992    | Omotayo Akinremi  | Aïssatou Tandian      | Omolade Akinremi       |
| 1993    | Tina Paulino      | Emily Odoemenam       | Aïssatou Tandian       |
| 1996    | Saidat Onanuga    | Grace Birungi         | Alimata Koné           |
| 1998    | Falilat Ogunkoya  | Charity Opara         | Ony Paule Ratsimbazafy |
| 2000    | Claudine Komgang  | Mireille Nguimgo      | Kaltouma Nadjina       |
| 2002    | Kaltouma Nadjina  | Mireille Nguimgo      | Awatef Ben Hassine     |
| 2004    | Fatou Bintou Fall | Kaltouma Nadjina      | Hortense Béwouda       |
| 2006    | Amy Mbacke Thiam  | Amantle Montsho       | Louise Ayetotche       |
| 2008    | Amantle Montsho   | Folashade Abugan      | Racheal Nachula        |
| 2010    | Amantle Montsho   | Amy Mbacke Thiam      | Shade Abugan           |
| 2012    | Amantle Montsho   | Regina George         | Amy Mbacke Thiam       |
| 2014    | Folashade Abugan  | Mupopo Kabange        | Patience Okon George   |
| 2016    | Kabange Mupopo    | Margaret Wambui       | Patience Okon George   |
| 2018    | Caster Semenya    | Christine Botlogetswe | Yinka Ajayi            |
| 2022    | Miranda Coetzee   | Niddy Mingilishi      | Veronica Mutua         |
| 2024    | Miranda Coetzee   | Quincy Malekani       | Esther Elo Joseph      |

## 800m
| Édition | Or                   | Argent              | Bronze              |
| ------- | -------------------- | ------------------- | ------------------- |
| 1979    | Mary Chemweno        | Rose Tata           | Amsale Woldegibriel |
| 1982    | Evelyn Adiru         | Célestine N'Drin    | Mary Chepkemboi     |
| 1984    | Justina Chepchirchir | Florence Wanjiru    | Célestine N'Drin    |
| 1985    | Selina Chirchir      | Mary Chemweno       | Fatima Aouam        |
| 1988    | Hassiba Boulmerka    | Maria Mutola        | Sheila Seebaluck    |
| 1989    | Hassiba Boulmerka    | Zewde Hailemariam   | Emebet Shiferaw     |
| 1990    | Maria Mutola         | Edith Nakiyingi     | Zewde Hailemariam   |
| 1992    | Zewde Hailemariam    | Najat Ouali         | Ilse Wicksell       |
| 1993    | Maria Mutola         | Gladys Wamuyu       | Ilse Wicksell       |
| 1996    | Naomi Mugo           | Léontine Tsiba      | Adama Njie          |
| 1998    | Maria Mutola         | Hasna Benhassi      | Julia Sakara        |
| 2000    | Hasna Benhassi       | Nouria Benida-Merah | Gladys Wamuyu       |
| 2002    | Maria Mutola         | Agnes Samaria       | Mina Aït Hammou     |
| 2004    | Saïda El Mehdi       | Charity Wandia      | Caroline Chepkwony  |
| 2006    | Janeth Jepkosgei     | Maria Mutola        | Nouria Benida-Merah |
| 2008    | Pamela Jelimo        | Maria Mutola        | Agnes Samaria       |
| 2010    | Zahra Bouras         | Janeth Jepkosgei    | Malika Akkaoui      |
| 2012    | Francine Niyonsaba   | Eunice Sum          | Malika Akkaoui      |
| 2014    | Eunice Sum           | Janeth Jepkosgei    | Agatha Jeruto       |
| 2016    | Caster Semenya       | Malika Akkaoui      | Emily Cherotich     |
| 2018    | Caster Semenya       | Francine Niyonsaba  | Habitam Alemu       |
| 2022    | Jarinter Mwasya      | Netsanet Desta      | Prudence Sekgodiso  |
| 2024    | Sarah Moraa          | Lilian Odira        | Soukaina Hajji      |

## 1 500m
| Édition | Or                   | Argent                 | Bronze                |
| ------- | -------------------- | ---------------------- | --------------------- |
| 1979    | Sakina Boutamine     | Rose Thomson           | Hassania Darami       |
| 1982    | Justina Chepchirchir | Mary Chepkemboi        | Linah Cheruiyot       |
| 1984    | Justina Chepchirchir | Fatima Aouam           | Leïla Bendahmane      |
| 1985    | Mary Chemweno        | Fatima Aouam           | Hellen Kimaiyo        |
| 1988    | Hassiba Boulmerka    | Fatima Aouam           | Getenesh Urge         |
| 1989    | Hassiba Boulmerka    | Hellen Kimaiyo         | Emebet Shiferaw       |
| 1990    | Maria Mutola         | Edith Nakiyingi        | Margaret Ngotho       |
| 1992    | Elana Meyer          | Gwen Griffiths         | Najat Ouali           |
| 1993    | Elana Meyer          | Gwen Griffiths         | Getenesh Urge         |
| 1996    | Naomi Mugo           | Stéphanie Nicole Zanga | Léontine Tsiba        |
| 1998    | Jackline Maranga     | Julia Sakara           | Bouchra Benthami      |
| 2000    | Nouria Benida-Merah  | Gladys Wamuyu          | Berhane Herpassa      |
| 2002    | Jackline Maranga     | Abir Nakhli            | Hasna Benhassi        |
| 2004    | Nancy Lagat          | Saïda El Mehdi         | Jeruto Kiptum         |
| 2006    | Nouria Benida-Merah  | Safa Issaoui           | Berhane Hirphsa       |
| 2008    | Gelete Burka         | Meskerem Assefa        | Agnes Samaria         |
| 2010    | Nancy Lagat          | Gelete Burka           | Btissam Lakhouad      |
| 2012    | Rabab Arafi          | Mary Kuria             | Margaret Wangari      |
| 2014    | Hellen Obiri         | Dawit Seyaum           | Rababe Arafi          |
| 2016    | Caster Semenya       | Rababe Arafi           | Adanech Anbesa Feyisa |
| 2018    | Winny Chebet         | Rababe Arafi           | Malika Akkaoui        |
| 2022    | Winny Chebet         | Purity Chepkirui       | Ayal Dagnachew        |
| 2024    | Saron Berhe          | Caroline Nyaga         | Esther Chebet         |

## 5 000m
| Édition | Or               | Argent            | Bronze              |
| ------- | ---------------- | ----------------- | ------------------- |
| 1996    | Florence Djépé   | Marie Python      | Catherine Ngwang    |
| 1998    | Berhane Adere    | Sally Barsosio    | Merima Denboba      |
| 2000    | Asmae Leghzaoui  | Meseret Defar     | Merima Denboba      |
| 2002    | Berhane Adere    | Dorcus Inzikuru   | Ejegayehu Dibaba    |
| 2004    | Etalemahu Kidane | Priscah Jepleting | Angèle Haronsimana  |
| 2006    | Meseret Defar    | Tirunesh Dibaba   | Sylvia Kibet        |
| 2008    | Meselech Melkamu | Meseret Defar     | Grace Momanyi       |
| 2010    | Vivian Cheruiyot | Meseret Defar     | Sentayehu Ejigu     |
| 2012    | Gladys Cherono   | Veronica Nyaruai  | Gotytom Gebreslase  |
| 2014    | Almaz Ayana      | Genzebe Dibaba    | Janet Kisa          |
| 2016    | Sheila Chepkirui | Margaret Chelimo  | Dera Dida           |
| 2018    | Hellen Obiri     | Senbere Teferi    | Meskerem Mamo       |
| 2022    | Beatrice Chebet  | Fantaye Belayneh  | Caroline Nyaga      |
| 2024    | Fantaye Belayneh | Wubrist Aschal    | Samiyah Hassan Nour |

## 10 000m
| Édition | Or                    | Argent               | Bronze                |
| ------- | --------------------- | -------------------- | --------------------- |
| 1985    | Hassania Darami       | Karima Farag Mohamed | —                     |
| 1988    | Marcianne Mukamurenzi | Hassania Darami      | Malika Benhabylès     |
| 1989    | Jane Ngotho           | Tigist Moreda        | Marcianne Mukamurenzi |
| 1990    | Derartu Tulu          | Jane Ngotho          | Tigist Moreda         |
| 1992    | Derartu Tulu          | Lydia Cheromei       | Luchia Yishak         |
| 1993    | Berhane Adere         | Lydia Cheromei       | Fatuma Roba           |
| 2000    | Souad Aït Salem       | Genet Teka           | Bouchra Chaabi        |
| 2002    | Susan Chepkemei       | Leah Malot           | Eyerusalem Kuma       |
| 2004    | Eyerusalem Kuma       | Irene Kwambai        | Catherine Kirui       |
| 2006    | Edith Masai           | Isabella Ochichi     | Emily Chebet          |
| 2008    | Tirunesh Dibaba       | Ejegayehu Dibaba     | Wude Ayalew           |
| 2010    | Tirunesh Dibaba       | Meselech Melkamu     | Linet Masai           |
| 2012    | Gladys Cherono        | Priscah Jepleting    | Betsy Saina           |
| 2014    | Joyce Chepkirui       | Emily Chebet         | Belaynesh Oljira      |
| 2016    | Alice Aprot           | Jackline Chepngeno   | Joyline Jepkosgei     |
| 2018    | Stacey Ndiwa          | Alice Aprot          | Gete Alemayehu        |
| 2022    | Caroline Nyaga        | Rachael Zena Chebet  | Meseret Gebre         |
| 2024    | Gladys Kwamboka       | Rebecca Mwangi       | Gela Hambese          |

## 20kmmarche
| Édition | Or                        | Argent                  | Bronze                  |
| ------- | ------------------------- | ----------------------- | ----------------------- |
| 2004    | Grace Wanjiru             | Nicolene Cronjé         | Bahia Boussad           |
| 2006    | Nagwa Ibrahim Saleh       | Arasa Asnaksh Abissa    | Ghania Amzal            |
| 2008    | Grace Wanjiru             | Ararissa Abissa Asnakch | Mary Njoki              |
| 2010    | Grace Wanjiru             | Chaima Trabelsi         | Aynalem Eshetu Shefrawe |
| 2012    | Grace Wanjiru             | Olfa Lafi               | Aynalem Eshetu Shefrawe |
| 2014    | Grace Wanjiru             | Emily Ngii              | Askale Iksa Benti       |
| 2016    | Grace Wanjiru             | Yehualye Beletew        | Chahinez Nasri          |
| 2018    | Yehualye Beletew          | Grace Wanjiru           | Chahinez Nasri          |
| 2022    | Emily Ngii                | Yehualye Beletew        | Sylvia Kemboi           |
| 2024    | Sintayehu Masire Teshager | Souad Azzi              | Margret Gati Chacha     |

## 3 000msteeple
| Édition | Or                 | Argent             | Bronze               |
| ------- | ------------------ | ------------------ | -------------------- |
| 2004    | Bouchra Chaabi     | Nawal Baïbi        | Tebogo Masehla       |
| 2006    | Jeruto Kiptum      | Habiba Ghribi      | Bouchra Chaabi       |
| 2008    | Zemzem Ahmed       | Mekdes Bekele      | Ruth Bosibori        |
| 2010    | Milcah Cheywa      | Sofia Assefa       | Lydiah Rotich        |
| 2012    | Mercy Njoroge      | Birtukan Adamu     | Hyvin Jepkemoi       |
| 2014    | Hiwot Ayalew       | Sofia Assefa       | Salima Elouali Alami |
| 2016    | Norah Jeruto       | Agnes Chesang      | Weynshet Ansa        |
| 2018    | Beatrice Chepkoech | Celliphine Chespol | Fancy Cherono        |
| 2022    | Werkwuha Getachew  | Zerfe Wondemagegn  | Caren Chebet         |
| 2024    | Loice Chekwemoi    | Alemnet Wale       | Leah Jeruto Kibet    |

## 100mhaies
| Édition | Or                    | Argent              | Bronze                |
| ------- | --------------------- | ------------------- | --------------------- |
| 1979    | Judy Bell-Gam         | Bella Bell-Gam      | Fatima El Faquir      |
| 1982    | Nawal El Moutawakil   | Ruth Kyalisima      | Chérifa Meskaoui      |
| 1984    | Maria Usifo           | Awa Dioum-Ndiaye    | Chérifa Meskaoui      |
| 1985    | Maria Usifo           | Cécile Ngambi       | Albertine Koutouan    |
| 1988    | Maria Usifo           | Dinah Yankey        | Yasmina Azzizi        |
| 1989    | Dinah Yankey          | Hope Obika          | Mosun Adesina         |
| 1990    | Dinah Yankey          | Nezha Bidouane      | Mosun Adesina         |
| 1992    | Ime Akpan             | Karen van der Veen  | Annemarie le Roux     |
| 1993    | Nicole Ramalalanirina | Taiwo Aladefa       | Annemarie le Roux     |
| 1996    | Glory Alozie          | Lana Uys            | Mame Tacko Diouf      |
| 1998    | Glory Alozie          | Mame Tacko Diouf    | Corien Botha          |
| 2000    | Glory Alozie          | Rosa Rakotozafy     | Maria-Joëlle Conjungo |
| 2002    | Rosa Rakotozafy       | Angela Atede        | Kéné Ndoye            |
| 2004    | Rosa Rakotozafy       | Carole Kaboud Mebam | Alima Soura           |
| 2006    | Toyin Augustus        | Carole Kaboud Mebam | Gnima Faye            |
| 2008    | Fatmata Fofanah       | Toyin Augustus      | Carole Kaboud Mebam   |
| 2010    | Seun Adigun           | Gnima Faye          | Amina Ferguen         |
| 2012    | Gnima Faye            | Amina Ferguen       | Uhunoma Osazuwa       |
| 2014    | Rikenette Steenkamp   | Rosvitha Okou       | Nichole Denby         |
| 2016    | Claudia Heunis        | Marthe Koala        | Maryke Brits          |
| 2018    | Tobi Amusan           | Rikenette Steenkamp | Rosvitha Okou         |
| 2022    | Tobi Amusan           | Ebony Morrison      | Marione Fourie        |
| 2024    | Ebony Morrison        | Marione Fourie      | Sidonie Fiadanantsoa  |

## 400mhaies
| Édition | Or                    | Argent              | Bronze                |
| ------- | --------------------- | ------------------- | --------------------- |
| 1979    | Fatima El Faquir      | Rose Tata           | Ruth Kyalisima        |
| 1982    | Nawal El Moutawakil   | Ruth Kyalisima      | Rose Tata-Muya        |
| 1984    | Nawal El Moutawakil   | Rachida Ferdjaoui   | —                     |
| 1985    | Nawal El Moutawakil   | Maria Usifo         | Marie Womplou         |
| 1988    | Maria Usifo           | Ruth Kyalisima      | Marie Womplou         |
| 1989    | Maria Usifo           | Marie Womplou       | Zewde Hailemariam     |
| 1990    | Nezha Bidouane        | Omolade Akinremi    | Omotayo Akinremi      |
| 1992    | Myrtle Bothma         | Nadia Zétouani      | Omolade Akinremi      |
| 1993    | Omotayo Akinremi      | Lana Uys            | Karen Swanepoel       |
| 1996    | Saidat Onanuga        | Lana Uys            | Kleintjie Mogotsi     |
| 1998    | Nezha Bidouane        | Mame Tacko Diouf    | Saidat Onanuga        |
| 2000    | Mame Tacko Diouf      | Gnima Touré         | Nabila Jami           |
| 2002    | Zahra Lachguer        | Carole Kaboud Mebam | Mame Tacko Diouf      |
| 2004    | Surita Febbraio       | Mame Tacko Diouf    | Zahra Lachguer        |
| 2006    | Janet Wienand         | Houria Moussa       | Aïssata Soulama       |
| 2008    | Ajoke Odumosu         | Lamia El Habz       | Aïssata Soulama       |
| 2010    | Hayat Lambarki        | Ajoke Odumosu       | Maureen Jelagat Maiyo |
| 2012    | Ajoke Odumosu         | Hayat Lambarki      | Raasin Mcintosh       |
| 2014    | Wenda Theron          | Amaka Ogoegbunam    | Francisca Koki        |
| 2016    | Wenda Nel             | Maureen Jelagat     | Tameka Jameson        |
| 2018    | Glory Onome Nathaniel | Lamiae Lhabze       | Wenda Nel             |
| 2022    | Zenéy van der Walt    | Taylon Bieldt       | Noura Ennadi          |
| 2024    | Rogail Joseph         | Noura Ennadi        | Linda Angounou        |

## Saut en hauteur
| Édition | Or                      | Argent                | Bronze                       |
| ------- | ----------------------- | --------------------- | ---------------------------- |
| 1979    | Kawther Akrémi          | Elizabeth Ezo         | Fernande Agnentchoué         |
| 1982    | Fernande Agnentchoué    | Salimata Coulibaly    | Lucienne N'Da                |
| 1984    | Awa Dioum-Ndiaye        | Lucienne N'Da         | Salimata Coulibaly           |
| 1985    | Awa Dioum-Ndiaye        | Kawther Akrémi        | Lucienne N'Da                |
| 1988    | Lucienne N’Da           | Constance Senghor     | Salimata Coulibaly           |
| 1989    | Lucienne N’Da           | Nkechi Madubuko       | Yasmina Azzizi               |
| 1990    | Lucienne N’Da           | Stella Agbaegbu       | Ifeanyi Aduba                |
| 1992    | Lucienne N’Da           | Charmaine Weavers     | Desiré du Plessis            |
| 1993    | Charmaine Weavers       | Lucienne N'Da         | Desiré du Plessis            |
| 1996    | Irène Tiendrébéogo      | Lolita Nack           | Jeanine Blé                  |
| 1998    | Hestrie Storbeck        | Irène Tiendrébéogo    | Nkechinyere Mbaoma           |
| 2000    | Hind Bounouail          | Amina Lemgherbi       | Hamida Benhocine             |
| 2002    | Hestrie Cloete-Storbeck | Amina Lemgherbi       | Hanen Dhouibi                |
| 2004    | Hestrie Cloete          | Samantha Dodd         | Janice Josephs               |
| 2006    | Rene van der Merwe      | Nkeka Ukuh            | Sarah Bouaoudia              |
| 2008    | Anika Smit              | Marcoleen Pretorius   | Marizca Gertenbach           |
| 2010    | Selloane Tsoaeli        | Lissa Labiche         | Cherotich Koech              |
| 2012    | Lissa Labiche           | Anika Smit            | Rhizlane Siba                |
| 2014    | Rhizlane Siba           | Basant Mosaad Mohamed | Ariyat Dibow Ubang           |
| 2016    | Lissa Labiche           | Doreen Amata          | Basant Mosaad Mohamed Hassan |
| 2018    | Erika Nonhlanhla Seyama | Hoda Hagras           | Ariyat Dibow                 |
| 2022    | Rose Yeboah             | Temitope Adeshina     | Yvonne Robson                |
| 2024    | Rose Yeboah             | Temitope Adeshina     | Fatoumata Balley             |

## Saut à la perche
| Édition | Or                | Argent           | Bronze                    |
| ------- | ----------------- | ---------------- | ------------------------- |
| 2000    | Syrine Balti      | Annelie van Wyk  | Rasha Abdel Khalek        |
| 2002    | Syrine Balti      | Aïda Mohsni      | Asma Akkari               |
| 2004    | Syrine Balti      | Samantha Dodd    | Nancy Cheekoussen         |
| 2006    | Syrine Balti      | Nisrine Dinar    | Lindi Roux                |
| 2008    | Leila Ben Youssef | Nisrine Dinar    | Laetitia Berthier         |
| 2010    | Nisrine Dinar     | Lætitia Berthier | Sinali Alima Ouattara     |
| 2012    | Syrine Balti      | Juanita Stander  | Dora Mahfoudhi            |
| 2014    | Syrine Balti      | Nisrine Dinar    | Dora Mahfoudhi            |
| 2016    | Syrine Balti      | Dora Mahfoudhi   | Nisrine Dinar             |
| 2018    | Dora Mahfoudhi    | Dina Eltabaa     | Nesrine Brinis            |
| 2022    | Mirè Reinstorf    | Dora Mahfoudhi   | Nicole Janse van Rensburg |
| 2024    | Mirè Reinstorf    | Dora Mahfoudhi   | Non attribuée             |

## Saut en longueur
| Édition | Or                     | Argent                   | Bronze                  |
| ------- | ---------------------- | ------------------------ | ----------------------- |
| 1979    | Bella Bell-Gam         | Florence Ochonogor       | Jeanette Yawson         |
| 1982    | Jacinta Serete         | Ifaf Abdel Fatah Mohamed | Soheir Mohamed Ahmed    |
| 1984    | Marianne Mendoza       | Basma Gharbi             | Dalila Tayebi           |
| 1985    | Marianne Mendoza       | Grace Armah              | Caroline Nwajei         |
| 1988    | Juliana Yendork        | Néné Sangharé            | Fatou Tambédou          |
| 1989    | Chioma Ajunwa          | Beatrice Utondu          | Christy Opara           |
| 1990    | Chioma Ajunwa          | Stella Emefesi           | Nagwa Abd El Hay Riad   |
| 1992    | Karen Botha            | Stella Emefesi           | Maryna van Niekerk      |
| 1993    | Christy Opara-Thompson | Beatrice Utondu          | Hiwot Sisay             |
| 1996    | Grace Umelo            | Béryl Laramé             | Kéné Ndoye              |
| 1998    | Chioma Ajunwa          | Chinedu Odozor           | Baya Rahouli            |
| 2000    | Kéné Ndoye             | Elisa Cossa              | Béryl Laramé            |
| 2002    | Françoise Mbango Etone | Kéné Ndoye               | Chinedu Odozor          |
| 2004    | Kéné Ndoye             | Kadiatou Camara          | Yah Koïta               |
| 2006    | Josephine Bike Mbarga  | Kéné Ndoye               | Chinaza Amadi           |
| 2008    | Janice Josephs         | Chinaza Amadi            | Patricia Soman          |
| 2010    | Blessing Okagbare      | Comfort Onyali           | Jamaa Chnaik            |
| 2012    | Blessing Okagbare      | Janice Josephs           | Lynique Prinsloo        |
| 2014    | Ese Brume              | Chinaza Amadi            | Joelle Mbumi Nkouindjin |
| 2016    | Ese Brume              | Joëlle Mbumi Nkouindjin  | Sarah Ngongoa           |
| 2018    | Ese Brume              | Marthe Koala             | Lynique Beneke          |
| 2022    | Marthe Koala           | Yousra Lajdoud           | Esraa Samir Owis        |
| 2024    | Ese Brume              | Marthe Koala             | Danielle Nolte          |

## Triple saut
| Édition | Or                      | Argent                     | Bronze                 |
| ------- | ----------------------- | -------------------------- | ---------------------- |
| 1992    | Awa Dioum-Ndiaye        | Ndounga Kolossi            | Sonya Agbéssi          |
| 1993    | Petrusa Swart           | Béryl Laramé               | Sonya Agbéssi          |
| 1996    | Kéné Ndoye              | Abiola Williams            | Françoise Mbango Etone |
| 1998    | Baya Rahouli            | Françoise Mbango Etone     | Kéné Ndoye             |
| 2000    | Baya Rahouli            | Françoise Mbango Etone     | Kéné Ndoye             |
| 2002    | Françoise Mbango        | Kéné Ndoye                 | Baya Rahouli           |
| 2004    | Yamilé Aldama           | Kéné Ndoye                 | Mariette Mien          |
| 2006    | Yamilé Aldama           | Kéné Ndoye                 | Otonye Iworima         |
| 2008    | Françoise Mbango        | Kéné Ndoye                 | Chinonye Ohadugha      |
| 2010    | Sarah Nambawa           | Nkurika Domeke             | Otonye Iworima         |
| 2012    | Sarah Nambawa           | Charlen Potgieter          | Jamaa Chnaik           |
| 2014    | Joelle Mbumi Nkouindjin | Nadia Eke                  | Blessing Ibrahim       |
| 2016    | Nadia Eke               | Joëlle Mbumi Nkouindjin    | Patience Ntshingila    |
| 2018    | Grace Anigbata          | Zinzi Chabangu             | Lerato Sechele         |
| 2022    | Sangoné Kandji          | Saly Sarr                  | Véronique Kossenda Rey |
| 2024    | Saly Sarr               | Anne-Suzanna Fosther-Katta | Véronique Kossenda Rey |

## Lancer du poids
| Édition | Or                      | Argent                  | Bronze                  |
| ------- | ----------------------- | ----------------------- | ----------------------- |
| 1979    | Odette Mistoul          | Grace Apiafi            | Joyce Aciro             |
| 1982    | Odette Mistoul          | Souad Malloussi         | Herina Malit            |
| 1984    | Odette Mistoul          | Souad Malloussi         | Aïcha Dahmous           |
| 1985    | Souad Malloussi         | Agnès Tchuinté          | Odette Mistoul          |
| 1988    | Hanan Ahmed Khaled      | Souad Malloussi         | Jeanne Ngo Minyemeck    |
| 1989    | Hanan Ahmed Khaled      | Mariam Nnodu            | Ann Otutu               |
| 1990    | Hanan Ahmed Khaled      | Elizabeth Olaba         | Fouzia Fatihi           |
| 1992    | Fouzia Fatihi           | Hanan Ahmed Khaled      | Elizabeth Olaba         |
| 1993    | Louise Meintjies        | Elizabeth Olaba         | Luzanda Swanepoel       |
| 1996    | Hanan Ahmed Khaled      | Wafa Ismail El Baghdadi | Oumou Traoré            |
| 1998    | Veronica Abrahamse      | Amel Ben Khaled         | Hanan Ahmed Khaled      |
| 2000    | Hanaa Salah El Melegi   | Amel Ben Khaled         | Wafa Ismail El Baghdadi |
| 2002    | Vivian Chukwuemeka      | Amel Ben Khaled         | Wafa Ismail El Baghdadi |
| 2004    | Wafa Ismail El Baghdadi | Amel Ben Khaled         | Alifatou Djibril        |
| 2006    | Vivian Chukwuemeka      | Wafa Ismail El Baghdadi | Monique Ngo Ngoué-Porée |
| 2008    | Vivian Chukwuemeka      | Kasey Onmuchekwa        | Veronica Abrahamse      |
| 2010    | Mariam Ibekwe           | Priscilla Isiao         | Doris Ratsimbazafy      |
| 2012    | Chinwe Okoro            | Omotayo Talabi          | Auriol Dongmo           |
| 2014    | Auriol Dongmo           | Chinwe Okoro            | Lezaan Jordaan          |
| 2016    | Auriol Dongmo           | Nwanneka Okwelogu       | Chioma Onyekwere        |
| 2018    | Ischke Senekal          | Jessica Inchude         | Mieke Strydom           |
| 2022    | Ischke Senekal          | Carine Mékam            | Zonica Lindeque         |
| 2024    | Ashley Erasmus          | Miné de Klerk           | Colette Uys             |

## Lancer du disque
| Édition | Or                | Argent               | Bronze                   |
| ------- | ----------------- | -------------------- | ------------------------ |
| 1979    | Zoubida Laayouni  | Fethia Jerbi         | Helen Alyek              |
| 1982    | Zoubida Laayouni  | Helen Alyek          | Filomena Silva           |
| 1984    | Zoubida Laayouni  | Aïcha Dahmous        | Chérifa Meskaoui         |
| 1985    | Zoubida Laayouni  | Mariette Van Heerden | Aïcha Dahmous            |
| 1988    | Grace Apiafi      | Hanan Ahmed Khaled   | Zoubida Laayouni         |
| 1989    | Zoubida Laayouni  | Hanan Ahmed Khaled   | Nabila Mouelhi           |
| 1990    | Zoubida Laayouni  | Hanan Ahmed Khaled   | Elizabeth Olaba          |
| 1992    | Lizette Etsebeth  | Nanette van der Walt | Zoubida Laayouni         |
| 1993    | Lizette Etsebeth  | Nanette van der Walt | Sandra Willms            |
| 1996    | Monia Kari        | Caroline Fournier    | Felicia Nkiru Ojiego     |
| 1998    | Elizna Naudé      | Caroline Fournier    | Hanan Ahmed Khaled       |
| 2000    | Monia Kari        | Ndoumbé Gaye         | Felicia Nkiru Ojiego     |
| 2002    | Monia Kari        | Vivian Chukwuemeka   | Elizna Naudé             |
| 2004    | Elizna Naudé      | Alifatou Djibril     | Hiba Meshili Abu Zaghari |
| 2006    | Elizna Naudé      | Vivian Chukwuemeka   | Suzanne Kragbé           |
| 2008    | Elizna Naudé      | Suzanne Kragbé       | Simoné du Toit           |
| 2010    | Elizna Naudé      | Suzanne Kragbé       | Sarah Hasseib Dardiri    |
| 2012    | Chinwe Okoro      | Elizna Naudé         | Suzanne Kragbé           |
| 2014    | Chinwe Okoro      | Nwanneka Okwelogu    | Amina Elmouden           |
| 2016    | Nwanneka Okwelogu | Chinwe Okoro         | Chioma Onyekwere         |
| 2018    | Chioma Onyekwere  | Chinwe Okoro         | Ischke Senekal           |
| 2022    | Chioma Onyekwere  | Nora Monie           | Obiageri Amaechi         |
| 2024    | Ashley Anumba     | Obiageri Amaechi     | Chioma Onyekwere         |

## Lancer du marteau
| Édition | Or                | Argent             | Bronze           |
| ------- | ----------------- | ------------------ | ---------------- |
| 1998    | Caroline Fournier | Marwa Hussein      | Djida Yalloulène |
| 2000    | Caroline Fournier | Marwa Hussein      | Djida Yalloulène |
| 2002    | Marwa Hussein     | Caroline Fournier  | Hayat El Ghazi   |
| 2004    | Marwa Hussein     | Mouna Dani         | Hayat El Ghazi   |
| 2006    | Marwa Hussein     | Blessing Egwu      | Menakshee Totah  |
| 2008    | Marwa Hussein     | Florence Ezeh      | Funke Adeoye     |
| 2010    | Amy Sène          | Marwa Hussein      | Florence Ezeh    |
| 2012    | Amy Sène          | Laetitia Bambara   | Sarah Bensaad    |
| 2014    | Laetitia Bambara  | Amy Sène           | Sarah Bensaad    |
| 2016    | Amy Sène          | Laetitia Bambara   | Sarah Bensaad    |
| 2018    | Soukaina Zakkour  | Temilola Ogunrinde | Jennifer Batu    |
| 2022    | Oyesade Olatoye   | Zouina Bouzebra    | Rawan Barakat    |
| 2024    | Zahra Tatar       | Oyesade Olatoye    | Xena Ngomateke   |

## Lancer du javelot
| Édition | Or                  | Argent                    | Bronze                |
| ------- | ------------------- | ------------------------- | --------------------- |
| 1979    | Agnès Tchuinté      | Eunice Nekesa             | Constance Rwabiryagye |
| 1982    | Agnès Tchuinté      | Fatiha Belamghar          | Eunice Nekesa         |
| 1984    | Ténin Camara        | Samira Benhamza           | Naïma Fouad           |
| 1985    | Agnès Tchuinté      | Samia Djémaa              | Samira Benhamza       |
| 1988    | Yasmina Azzizi      | Samia Djémaa              | Schola Mujawamaria    |
| 1989    | Chinweoke Chikwelu  | Milka Johnson             | Yasmina Azzizi        |
| 1990    | Seraphina Nyauma    | Matilda Kisava            | Kate Nwani            |
| 1992    | Seraphina Nyauma    | Liezl Roux                | Rhona Dwinger         |
| 1993    | Liezl Roux          | Rhona Dwinger             | Michelle Bradbury     |
| 1996    | Fatma Zouhour Toumi | Lindy Leveaux             | Monique Djikada       |
| 1998    | Lindy Leveau        | Bernadette Ravina         | Monique Djikada       |
| 2000    | Aïda Sellam         | Lindy Leveaux             | Hanaa Salah El Melegi |
| 2002    | Aïda Sellam         | Sorochukwu Ihuefo         | Bernadette Ravina     |
| 2004    | Sunette Viljoen     | Aïda Sellam               | Cecilia Kiplagat      |
| 2006    | Justine Robbeson    | Sunette Viljoen           | Lindy Leveau          |
| 2008    | Sunette Viljoen     | Lindy Leveau              | Hana'a Hassan Omar    |
| 2010    | Sunette Viljoen     | Justine Robbeson          | Hana'a Hassan Omar    |
| 2012    | Margaret Simpson    | Justine Robbeson          | Gerlize de Klerk      |
| 2014    | Sunette Viljoen     | Mary Zuta Nartey          | Selma Rosun           |
| 2016    | Sunette Viljoen     | Jo-Ane van Dyk            | Pascaline Adanhouegbe |
| 2018    | Kelechi Nwanaga     | Jo-Ane van Dyk            | Josephine Joyce Lalam |
| 2022    | Jo-Ane van Dyk      | Mckyla van der Westhuizen | Jana van Schalkwyk    |
| 2024    | Jo-Ane van Dyk      | Jana van Schalkwyk        | Josephine Joyce Lalam |

## Heptathlon
| Édition | Or                 | Argent                   | Bronze                   |
| ------- | ------------------ | ------------------------ | ------------------------ |
| 1979    | Bella Bell-Gam     | Florence Ochonogor       | Julie-Marie Gomis        |
| 1982    | Chérifa Meskaoui   | Margaret Bisereko        | Frida Kiptala            |
| 1984    | Chérifa Meskaoui   | Frida Kiptala            | Nacèra Achir             |
| 1985    | Chérifa Meskaoui   | Nacèra Achir             | Yasmina Azzizi           |
| 1988    | Yasmina Azzizi     | Marie-Lourdes Ally Samba | Huda Hashem Ismail       |
| 1989    | Yasmina Azzizi     | Nacèra Zaaboub           | Chinweoke Chikwelu       |
| 1990    | Albertine Koutouan | Huda Hashem Ismail       | Marie-Lourdes Ally Samba |
| 1992    | Chrisna Oosthuizen | Caroline Kola            | Albertine Koutouan       |
| 1993    | Chrisna Oosthuizen | Maralize Visser          | Caroline Kola            |
| 1996    | Caroline Kola      | Anne-Marie Mouri-Nkeng   | Adelaïde Koudougnon      |
| 1998    | Patience Itanyi    | Mary Dolly Zé Oyono      | Paulette Mendy           |
| 2000    | Yasmina Kettab     | Maralize Fouché          | Patience Itanyi          |
| 2002    | Margaret Simpson   | Stéphanie Domaingue      | Imen Chatbri             |
| 2004    | Margaret Simpson   | Janice Josephs           | Céline Laporte           |
| 2006    | Janice Josephs     | Céline Laporte           | Nadège Essama Foé        |
| 2008    | Patience Okoro     | Florence Wasike          | Nadège Essama Foé        |
| 2010    | Margaret Simpson   | Janet Wienand            | Selloane Tsoaeli         |
| 2012    | Yassmina Omrani    | Amelan Gabriella Kouassi | Bianca Erwee             |
| 2014    | Marthe Koala       | Elizabeth Dadzie         | Bianca Erwee             |
| 2016    | Uhunoma Osazuwa    | Marthe Koala             | Elizabeth Dadzie         |
| 2018    | Odile Ahouanwanou  | Marthe Koala             | Non attribuée            |
| 2022    | Odile Ahouanwanou  | Shannon Verster          | Nada Chroudi             |
| 2024    | Odile Ahouanwanou  | Adèle Mafogang           | Shannon Verster          |

## 4 × 100m
| Édition | Or | Argent | Bronze                                                                                                |
| ------- | --- | --- | --- |
| 1979    | Ghana Hannah Afriyie Grace Bakari Jeanette Yawson Jeanette Ofusu                                                             | Nigeria Obuzoene Nsenu Rufina Ubah Fosa Ibini Alaba Ojumola                                                | Sénégal Marième Boye Françoise Damado Fatou Cissoko Maty N'Diaye                                      |
| 1982    | Kenya Joyce Odhiambo Geraldine Shitandayi Alice Adala Ruth Atuti                                                             | Côte d'Ivoire Soungbe Sakanoko Odette Tape Seraphine Diambra ?                                             | Sénégal Marième Boye Françoise Damado ?                                                               |
| 1984    | Kenya Esther Kawaya Joyce Odhiambo Ruth Atuti Mable Esendi                                                                   | Ghana Mercy Addy Grace Armah Cynthia Quartey Doris Wiredu                                                  | Gambie Georgiana Freeman Jabou Jawo Amie N'Dow Frances Jatta                                          |
| 1985    | Ghana Martha Appiah Grace Armah Cynthia Quartey Doris Wiredu                                                                 | Nigeria Beatrice Utondu Mary Onyali-Omagbemi Lynda Eseimokumo Rufina Ubah                                  | Côte d'Ivoire Patricia Ziga Foufoue Celestine N'Drin Louise Kore Seraphine Murekatete                 |
| 1988    | Ghana Veronica Bawuah Dinah Yankey Mercy Addy Martha Appiah                                                                  | Côte d'Ivoire Alimata Kone Louise Kore Marie Womplou Patricia Ziga Foufoue                                 | Sénégal Aida Diop Ndeye Aminata Niang Aissatou Tandian Nene Sanghare                                  |
| 1989    | Nigeria Beatrice Utondu ? | Ghana | Côte d'Ivoire                                                                                         |
| 1990    | Nigeria Chioma Ajunwa Onyinye Chikezie Mary Tombiri Fatima Yusuf                                                             | Ghana Philomena Mensah Cynthia Quartey Dinah Yankey Helena Amoako                                          | Égypte Karima Miskin Saad Wafa Bashir Huda Hashem Ismail Muna Mohamed Mansour                         |
| 1992    | Afrique du Sud Yolanda Steyn Karen Botha Marcel Winkler Elinda Vorster                                                       | Nigeria Onyinye Chikezie Mary Tombiri Rufina Ubah Ime Akpan                                                | Madagascar Monica Rahanitraniriana Hanitriniaina Rakotondrabé Nicole Ramalalanirina Lalao Ravaonirina |
| 1993    | Nigeria Faith Idehen Mary Onyali-Omagbemi Christy Opara-Thompson Beatrice Utondu                                             | Madagascar Hanitriniaina Rakotrondrabe Nicole Ramalalanirina Lalao Ravaonirina Lantoniaina Ramalalanirina  | Afrique du Sud Evette De Klerk Yolanda Steyn Elinda Vorster Susan Knox                                |
| 1996    | Cameroun | Côte d'Ivoire                                                                                              | Sénégal                                                                                               |
| 1998    | Nigeria Endurance Ojokolo Henrietta Ajaegbu Funmilola Ogundana Rose Aboaja                                                   | Madagascar Hanitriniaina Rakotrondrabe Lalao Ravaonirina Paule Ony Ratsimbazafy Lalanirina Rosa Rakotozafy | Ghana Veronica Bawuah Vida Nsiah Monica Twum Mavis Akoto                                              |
| 2000    | Ghana Helena Amoako Monica Twum Veronica Bawuah Vida Anim                                                                    | Sénégal Bintou N'Diaye Aminata Diouf Tacko Diouf Aïda Diop                                                 | Cameroun Françoise Mbango Etone Claudine Komgang Hortense Bewouda Mireille Nguimgo                    |
| 2002    | Nigeria Dikeledi Moropane Geraldine Pillay Dominique Koster Janice Josephs                                                   | Côte d'Ivoire Christiane Yao Makaridja Sanganoko Matagari Diazasouba Amandine Allou Affoue                 | Ghana Georgina Sowah Vida Bruce Gifty Addy Aisha Primang                                              |
| 2004    | Nigeria Gloria Kemasuode Mercy Nku Oludamola Osayomi Endurance Ojokolo                                                       | Afrique du Sud Dikeledi Moropane Heide Seyerling Adri Shoeman Geraldine Pillay                             | Sénégal Fatoumata Coly Aida Diop Aïssatou Badji Aminata Diouf                                         |
| 2006    | Ghana Gifty Addy Elizabeth Amolofo Vida Anim Esther Dankwah                                                                  | Nigeria Toyin Augustus Francisca Idoko Gloria Kemasuode Endurance Ojokolo                                  | Cameroun Esther Solange Ndoumbe Carole Kaboud Mebam Joséphine Mbarga-Bikié Myriam Léonie Mani         |
| 2008    | Nigeria Endurance Ojokolo Gloria Kemasuode Susan Akene Damola Osayomi                                                        | Ghana Gifty Addy Elizabeth Amolofo Esther Dankwah Vida Anim                                                | Afrique du Sud Tsholofelo Thipe Isabel le Roux Christine Ras Geraldine Pillay                         |
| 2010    | Nigeria Lawreta Ozoh Agnes Osazuwa Oludamola Osayomi Blessing Okagbare                                                       | Cameroun Fanny Appes Ekanga Charlotte Mebenga Amombo Carole Made Kaboud Mebam Delphine Atangana            | Ghana Rosina Amenebede Elizabeth Amolofo Beatrice Gyaman Flings Owusu-Agyapong                        |
| 2012    | Nigeria Christy Udoh Gloria Asumnu Damola Osayemi Lawretta Ozoh                                                              | Ghana Rosina Amenebede Flings Owusu-Agyapong Beatrice Gyaman Janeth Amposah                                | Côte d'Ivoire Marie-José Ta Lou Affoue Amandine Allou Mireille Parfaite Gaha Adeline Gouenon          |
| 2014    | Nigeria Gloria Asumnu Lawreta Ozoh Dominique Duncan Blessing Okagbare                                                        | Côte d'Ivoire Adjoua Triphène Kouamé Mireille Gaha Nanzie Gouenon Marie-José Ta Lou                        | Ghana Flings Owusu-Agyapong Gemma Acheampong Beatrice Gyaman Janet Amponsah                           |
| 2016    | Afrique du Sud Carina Horn Alyssa Conley Tebogo Mamathu Tamzin Thomas                                                        | Ghana Flings Owusu-Agyapong Gemma Acheampong Beatrice Gyaman Janet Amponsah                                | Côte d'Ivoire Adeline Gouénon Marie-Josée Ta Lou Mireille-Parfaite Gaha Murielle Ahouré               |
| 2018    | Nigeria Joy Udo-Gabriel Blessing Okagbare Tobi Amusan Rosemary Chukwuma                                                      | Côte d'Ivoire Adeline Gouenon Karel Elodie Ziketh Rosvitha Okou Marie-Josée Ta Lou                         | Kenya Eunice Kadogo Millicent Ndoro Joan Cherono Fresha Mwangi                                        |
| 2022    | Nigeria Praise Idamadudu Tima Godbless Praise Ofoku Tobi Amusan                                                              | Afrique du Sud Marzaan Loots Banele Shabangu Charlize Eilerd Phindile Kubheka                              | Gambie Gina Bass Fatou Sowe Maimuna Jallow Nyimasata Jawneh                                           |
| 2024    | Nigeria- Justina Tiana Eyakpobeyan - Tima Godbless - Olayinka Olajide - Tobi Amusan Participation aux séries- Adaobi Tabugbo | Ghana- Mary Boakye (en) - Anita Afrifa - Halutie Hor (en) - Deborah Acheampong                             | Liberia- Destiny Smith-Barnett (en) - Maia McCoy - Ebony Morrison - Thelma Davies                     |

## 4 × 400m
| Édition | Or                                                                                         | Argent                                                                                | Bronze                                                                               |
| ------- | ------------------------------------------------------------------------------------------ | ------------------------------------------------------------------------------------- | ------------------------------------------------------------------------------------ |
| 1979    | Ghana Hannah Afriyie Grace Bakari Georgina Aidou Gladys Konadu                             | Kenya Rose Tata-Muya Ruth Waithera Mary Chemweno ?                                    | Nigeria Gloria Ayanyala Kehinde Vaughan Asele Woy Joan Elumelu                       |
| 1982    | Kenya Selina Chirchir Ruth Atuti Mary Chepkemboi Frida Kiptala                             | Ouganda Evelyn Adiru Farida Kyakutema Ruth Kyalisima Margaret Komugisha               | Maroc Fatima Aouam Nawal El Moutawakel Fatima Salahi Chaibia Bilali                  |
| 1984    | Kenya Justina Chepchirchir Esther Kawaya Ruth Atuti Mable Esendi                           | Ghana Mercy Addy Martha Appiah Doris Wiredu ?                                         | Maroc Fatima Aouam Nawal El Moutawakel ?                                             |
| 1985    | Nigeria Airat Bakare Maria Usifo Kehinde Vaughan Sadia Showunmi                            | Kenya Selina Jeruto Mary Chemweno Selina Chirchir Esther Kawaya                       | Ghana Mary Mensah Veronica Bawuah Doris Wiredu Ayishetu Adam                         |
| 1988    | Ouganda Jane Ajilo Ruth Kyalisima Grace Buzu Farida Kyakutema                              | Côte d'Ivoire Marie Womplou Alimata Kone Louise Kore Celestine N'Drin                 | Maroc Fatima Aouam Nezha Bidouane Chadia Moubtakir Fatima Najjam                     |
| 1989    | Nigeria Airat Bakare Falilat Ogunkoya Charity Opara Fatima Yusuf                           | Kenya                                                                                 | Côte d'Ivoire                                                                        |
| 1990    | Nigeria Omolade Akinremi Omotayo Akinremi Charity Opara Fatima Yusuf                       | Kenya Rose Tata-Muya Ruth Onsarigo Isabella Mushilla Selina Tanui                     | Maurice Christine Duverge Sheila Seebaluck Jane Thondojee Gilliane Quirin            |
| 1992    | Nigeria Omolade Akinremi Omotayo Akinremi Taiye Akinremi Airat Bakare                      | Afrique du Sud Marcel Winkler Madele Naude Lana Uys Myrtle Bothma                     | Maurice Nadine Benoît Sandra Govinden Sheila Seebaluck Gilliane Quirin               |
| 1993    | Nigeria Omolade Akinremi Omotayo Akinremi Emily Odoemenam Mary Onyali-Omagbemi             | Afrique du Sud Evette De Klerk Lana Uys Marinda Fourie Adri Schoeman                  | Ghana Helena Amoako Helena Wrappah Nabiama Salifu Agnes Yaa Nuamah                   |
| 1996    | Nigeria Saidat Onanuga Calister Uba Caroline Avbovbede Folashade Ogundemi                  | Cameroun Myriam Leonie Mani Mireille Nguimgo Madeleine Ndongo Mbazoa Claudine Komgang | Gabon Geneviève Obone Fine Azogoua Patricia Obone Diane Zancy                        |
| 1998    | Nigeria Folashade Ogundemi Rosemary Okafor Doris Jacob Falilat Ogunkoya                    | Sénégal Mame Tacko Diouf Amy Mbacke Thiam Aminata Diouf Gnima Touré                   | Cameroun Myriam Leonie Mani Sylvie Mballa Eloundou Mireille Nguimgo Claudine Komgang |
| 2000    | Cameroun Mireille Nguimgo Hortense Bewouda Claudine Komgang Myriam Mani                    | Maroc Bouchra Zboured Samira Raif Hasna Benhassi Soumiya Laabani                      | Algérie Amel Baraket Hadjira Sifouani Nahida Touhami Khadija Touati                  |
| 2002    | Cameroun Hortense Béwouda Carole Kaboud Mebam Myriam Léonie Mani Mireille Nguimgo          | Nigeria Hajarat Yusuf Oluyemi Fagbamila Pauline Ibeagha Kudirat Akhigbe               | Algérie Houria Moussa Sarah Bouaoudia Nahida Touhami Sarah Arrous                    |
| 2004    | Sénégal Fatou Bintou Fall Tacko Diouf Aida Diop Amy Mbacke Thiam                           | Afrique du Sud Surita Febbraio Adri Shoeman Heide Seyerling Estie Wittstock           | Cameroun Hortense Bewouda Carole Kaboud Muriel Noah Delphine Atangana                |
| 2006    | Afrique du Sud Amanda Kotze Estie Wittstock Janet Wienand Heide Seyerling                  | Nigeria Alice Nwosu Mary Onyemuwa Kate Obilor Christiana Ekpukhon                     | Kenya Josephine Nyarunda Elizabeth Muthuka Annet Mwanzi Lukhuyi Florence Wasike      |
| 2008    | Nigeria Oluoma Nwoke Folashade Abugan Endurance Abinuwa Joy Eze                            | Kenya Florence Wasike Charity Wandia Joyce Zakari Pamela Jelimo                       | Sénégal Fatou Diabaye Mame Fatou Faye Maty Salame Ndèye Fatou Soumah                 |
| 2010    | Nigeria Shade Abugan Margaret Etim Bukola Abogunloko Ajoke Odumosu                         | Kenya Grace Miroyo Kidake Catherine Nandi Maureen Jelagat Maiyo Janeth Jepkosgei      | Sénégal Ndeye Fatou Seck Soumah Fatou Diabaye Marietou Badji Amy Mbacke Thiam        |
| 2012    | Nigeria Endurance Abinuwa Omolara Omotoso Margaret Etim Bukola Abogunloko                  | Botswana Goitseone Seleka Lydia Mashila Oarabile Babolay Amantle Montsho              | Sénégal Fatou Faye Amy Mbacke Thiam Fatou Diabaye Ndeye Fatou Seck Soumah            |
| 2014    | Nigeria Patience Okon George Regina George Ada Benjamin Folashade Abugan                   | Kenya Jecinta Shikanda Francisca Koki Janeth Jepkosgei Maureen Jelagat                | Botswana Goitseone Seleka Lydia Casey Mashila Loungo Matlhaku Christine Botlogetswe  |
| 2016    | Afrique du Sud Wenda Nel Justine Palframan Jeanelle Griesel Caster Semenya                 | Nigeria Omolara Omotosho Regina George Patience Okon George Yinka Ajayi               | Kenya Maureen Jelagat Jacinta Shikanda Maureen Thomas Margaret Nyairera              |
| 2018    | Nigeria Patience Okon George Abike Egbeniyi Folashade Abugan Yinka Ajayi                   | Kenya Maureen Jelagat Veronica Mutua Navian Michira Hellen Syombua                    | Zambie Quincy Malekani Abygirl Sepiso Rhodah Njobvu Majory Chisanga                  |
| 2022    | Afrique du Sud Zenéy van der Walt Taylon Bieldt Miranda Coetzee Precious Molepo            | Kenya Veronica Mutua Jacinter Shikanda Hellen Syombua Joan Cherono                    | Nigeria Deborah Oke Queen Usunobun Ella Onojuvwevwo Patience Okon George             |
| 2024    | Nigeria- Patience Okon George - Esther Elo Joseph - Omolara Ogunmakinju - Ella Onojuvwevwo | Zambie- Rhoda Njobvu - Niddy Mingilishi - Quincy Malekani - Abygirl Sepiso (de)       | Kenya- Joan Cherono (de) - Veronica Kamumbe Mutua - Esther Mbagari - Mercy Chebet    |

## Anciennes épreuves

### 3 000m
| Édition | Or                   | Argent             | Bronze           |
| ------- | -------------------- | ------------------ | ---------------- |
| 1979    | Sakina Boutamine     | Rose Thomson       | Hassania Darami  |
| 1982    | Justina Chepchirchir | Linah Cheruiyot    | Hassania Darami  |
| 1984    | Mary Chepkemboi      | Regina Chemeli     | Leïla Bendahmane |
| 1985    | Hellen Kimaiyo       | Hassania Darami    | Regina Chemeli   |
| 1988    | Fatima Aouam         | Josiane Boullé     | Tigist Moreda    |
| 1989    | Hellen Kimaiyo       | Jane Ngotho        | Luchia Yishak    |
| 1990    | Derartu Tulu         | Luchia Yishak      | Margaret Ngotho  |
| 1992    | Derartu Tulu         | Gwen Griffiths     | Getenesh Urge    |
| 1993    | Gwen Griffiths       | Merima Denboba     | Hellen Chepngeno |
| 1998    | Zahra Ouaziz         | Genet Gebregiorgis | Yimenashu Taye   |

### 5 000mmarche
| Édition | Or                | Argent            | Bronze              |
| ------- | ----------------- | ----------------- | ------------------- |
| 1988    | Sabiha Mansouri   | Dalila Frihi      | Kheïra Sadat        |
| 1989    | Agnetha Chelimo   | Mercy Nyambura    | —                   |
| 1990    | Agnetha Chelimo   | Meriem Kouch      | Amani Mohamed Adel  |
| 1992    | Dounia Kara       | Maryse Pyndiah    | Susan Bingham       |
| 1993    | Dounia Kara       | Amsale Yakobe     | Felicita Falconer   |
| 1996    | Dounia Kara       | Nagwa Ibrahim Ali | Monica Akoth        |
| 1998    | Nagwa Ibrahim Ali | Dounia Kara       | Anne-Hortense Ebéna |

### 10kmmarche
| Édition | Or                | Argent            | Bronze        |
| ------- | ----------------- | ----------------- | ------------- |
| 2000    | Bahia Boussad     | Nagwa Ibrahim Ali | Dounia Kara   |
| 2002    | Nagwa Ibrahim Ali | Bahia Boussad     | Grace Wanjiru |